# 地藏菩萨本愿经
《地藏菩萨本愿经》（梵文：Kṣitigarbha-bodhisattva-pūrva-praṇidhāna Sūtra，藏文：བྱང་ཆུབ་སེམས་དཔའ་ས་ཡི་སྙིང་པོའི་རྩ་བའི་སྨོན་ལམ་གྱི་མདོ་ཞེས་བྱ་བ་བཞུགས་སོ།།），又称《地藏本愿经》、《地藏本行经》、《地藏本誓力经》，簡稱《地藏经》，大乘佛教典，是釋迦牟尼佛稱揚贊嘆地藏菩薩“地獄未空誓不成佛，眾生度盡方證菩提”之宏大願望的經典。
目前的流通本，題為唐朝實叉難陀所譯，明朝時則題為法燈、法炬所譯，實際上的譯者及譯出年代不詳。

## 歷史源流
明朝蓮池祩宏大師，為本經所作的題跋中，稱此經由唐代實叉難陀譯，而當時明朝流通本，譯者多半題為法燈、法炬，此二人的生平及時代皆已不可考。但在唐智昇《開元釋教錄》與《貞元新定釋教目錄》中所記載實叉難陀譯出經典共十九部，其中並沒有包括本書。因此是否由實叉難陀所譯，歷來受到許多質疑。
在文獻上，最早提及此經的，是北宋太宗端拱年间（西元988年至989年）僧侶常謹所集的《地藏菩薩像靈驗記》，在其中引用了〈分身功德品〉的內容，並且記錄在五代後晉天福年間（西元936年至948年），西印度沙門知祐曾攜此經梵文本至清泰寺。遼代僧侶非濁所集的《三寶感應要略錄》也引用了〈忉利天宫神通品〉中的內容。法國學者伯希和於1908年在敦煌發現了西夏文本的地藏經殘本，而且地藏經在宋朝之前已傳入日本，由這些證據可知，在五代至北宋初年，地藏經已經在中國流行開來。
经胡适研究，普林斯顿大学葛思德东方书库所藏的二千余本宋元刻藏经是《碛砂藏》原本，并在其中发现了7本经名失考、暂无从访补的佛经，其中即有此经。有學者懷疑此經並不是自印度傳入，而是五代時在中國寫出的經典。该经强调孝道，较接近中国的儒家思想，也被當成是此經在中國所作的論點之一。美国学者Gregory Schopen则反驳称在印度佛教中也能找到强调孝道的内容。

## 其他文本
法國學者伯希和於1908年從中國敦煌莫高窟第181窟和第182窟發掘獲取的文獻中，包括了西夏文活字印刷的《地藏菩薩本願經》，內容與漢文本大致相合。
1989年在敦煌莫高窟北區出土此經的西夏文活字印刷殘本有中卷，可知此本分上、中、下三卷，與流行的漢文同。其中有一面主要是咒語，而漢文本並無咒語。

## 經文簡介
释迦牟尼佛在忉利天宫（欲界六天的第二层天），为母亲摩耶夫人说法，赞扬地藏菩萨的“久遠劫來發弘誓願”即将成就，并介绍了地藏菩萨在因地修行过程中的事迹，例如他為婆罗门女和光目女時曾設法救度母亲。
佛和地藏菩萨对话，其间文殊菩萨、佛母摩耶夫人、定自在王菩萨、四天王、普贤菩萨、普广菩萨、太辯長者者、阎罗天子、恶毒鬼王、主命鬼王、坚牢地神、观世音菩萨、虚空藏菩萨依次向他们提问。这些对话救济各种处境的众生，众生于此能寻找到利益，例如，
1. 修行法门，能“自然畢竟出離苦海，證涅槃樂。”甚至“畢竟成佛”。
2. 地狱简述，介绍了地狱及其眾生的状况[15]，形象地描述恶业报应。
3. 孝顺的方法，使亲人眷属在各種情況下脫離苦难的种种方法[16]，更进一步，对法界的关怀：“若能迴向法界，是人福利，不可為喻。”
4. 佛陀遗嘱，佛将自己涅槃之后、弥勒成佛以前，度化眾生的任务托付于地藏菩萨[17]。

## 全經構成
全经分为十三个部分：
1. 《忉利天宫神通品第一》：佛在忉利天，为母说法。十方诸佛菩萨集会赞叹。如来含笑，放光明云，出微妙音。十方天龙鬼神亦皆集会。佛为文殊菩萨说地藏菩萨因地行愿。[10]
2. 《分身集会品第二》：十方地狱处分身地藏菩萨，与诸被救众生来见世尊。世尊摩顶付嘱地藏菩薩：『汝觀吾累劫勤苦。度脫如是等難化剛強罪苦眾生。其有未調伏者隨業報應，若墮惡趣受大苦時，汝當憶念吾在忉利天宮殷勤付囑，令娑婆世界至彌勒出世以前眾生，悉使解脫永離諸苦遇佛授記。』[18]
3. 《观众生业缘品第三》：摩耶夫人问业报所感恶趣，地藏菩萨略答五无间地獄之狀況。[15]
4. 《阎浮众生业感品第四》：定自在王菩萨更问地藏往因[13]，佛又敘述兩個关于国王及光目女的故事[12]。四天王请问菩萨大愿方便，佛為他們说因果报应之法則[14]。
5. 《地狱名号品第五》：普贤菩萨问地獄名號等情況，地藏菩萨為救拔苦難眾生而作詳細回答[19]。
6. 《如来赞叹品第六》：佛放身光，出大音声，赞叹地藏菩萨。普广菩萨请问供養地藏菩薩利益，佛为说供地藏像、读地藏经、持地藏名的廣大利益[20][21]。
7. 《利益存亡品第七》：地藏菩萨通過跟佛問答，普劝廣大众生断恶修善。太辯长者请问超度亡靈所獲功德，地藏菩萨为说亡者七分获一，六分做功德者獲得[16]。
8. 《阎罗王众赞叹品第八》：鬼王与阎罗天子，承佛菩萨神力，俱诣忉利，詢问众生不依善道之故，佛以如迷路人喻之。次有恶毒鬼王主命鬼王各发善愿，佛稱赞認可并為之授记[22]。
9. 《称佛名号品第九》：地藏菩萨为利益众生，演说聽聞及念誦过去诸佛名号功德[23]。
10. 《校量布施功德缘品第十》：地藏菩萨问佛校量布施的功德，佛舉例作出詳細回答[24]。
11. 《地神护法品第十一》：佛陀說明供養地藏菩薩塑像、畫像的十種廣大利益[25]。
12. 《见闻利益品第十二》：佛放顶光、妙音称赞地藏菩萨。观世音菩萨请问不思议事，佛为说供像持名等應獲的功德[26]。
13. 《嘱累人天品第十三》：佛又摩地藏菩萨顶，以诸众生托付地藏菩薩，希望地藏菩薩救度一切受苦眾生[27]。

## 後世評價

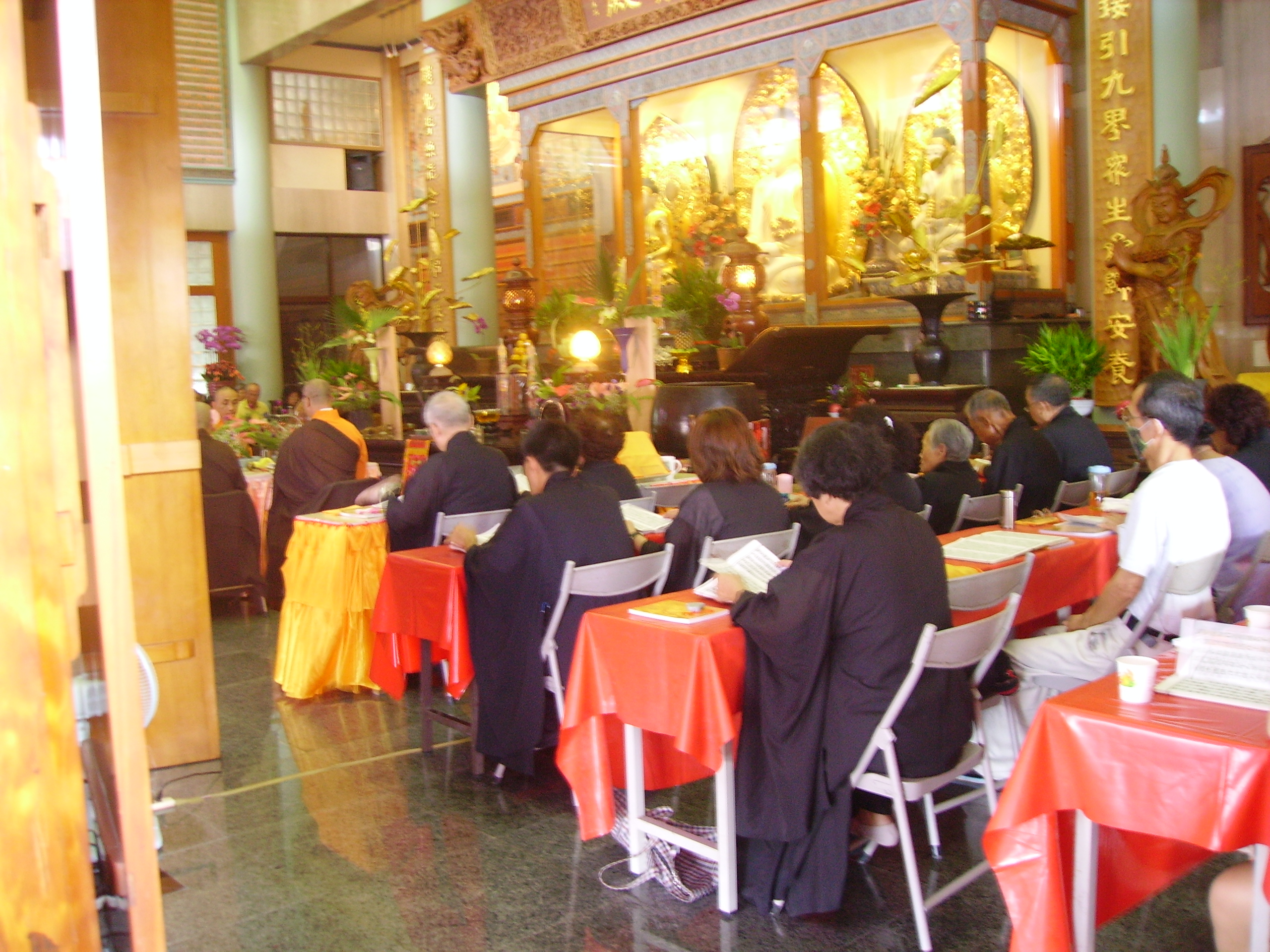
在台灣，佛教信徒常會在法會集體朗誦地藏菩萨本愿经，信徒深信此行為可以迴向給往生的親人

《地藏经》是一部记载着万物众生其生、老、病、死的过程。它融合了地藏王菩萨的大悲愿和诸佛菩萨的见证，叙述佛陀深入浅出的慈悲开示。对于深究佛法的修行者，可以印证因缘果报的不可思议；而初发心者而言，亦可相应契入地藏王菩萨的教化慈悲。在所有经典之中，《地藏菩萨本愿功德经》教理相较于其他经文浅显易懂，故广受欢迎。
在佛教及部分民间佛教中，《地藏经》亦用于人们对亡者的超度（及临终关怀）。即依诵《地藏经》或遵循《地藏经》中所获的功德，亦可把其迴向给往生的亲人。例如台灣大部分佛寺於農曆七月舉行的各項法會，許多參與者都會集體朗誦。
在台灣佛教界亦有諸多法師稱讚地藏菩薩及《地藏菩薩本願經》：
1.法鼓山創辦人聖嚴法師說：「所有教化事業，除了普賢菩薩和觀世音菩薩等諸大菩薩外之，沒有其他菩薩可以與地藏菩薩相比。」「地藏菩薩能夠滿足一切眾生所求，除去一切重罪和障礙。」
2.華藏淨宗學會淨空法師說：「所以說是要幫助眾生、救濟眾生，免墮惡道，這部經是救命的經，是教我們在人天兩道把腳跟站牢，不失人身，不墮惡道，這個經典無比殊勝的功德利益就在此處。我們能夠想像得到，地藏菩薩一定是勸一切眾生斷十惡、修十善，孝親尊師，這樣才避免不墮惡道。所以地藏本願法門，對我們任何一個人來說無比的重要，也無比的親切，我們應當發心認真修學，認真的來宣揚。
3.高雄圓照寺和諦願寺住持敬定法師說：「地藏本願經普遍利於社會家庭，尤其地藏菩薩救母的孝道於五濁惡世中，可以幫助每個家庭的倫理道德，教育子孫行孝道。
4.慈濟功德會證嚴法師：「知孝道、明因果」，證嚴上人慈示，讀誦《地藏經》是為培養菩薩濟世之心，於生活中時時警惕，就能減少造惡的機會，淨心修養與學佛，自利利人傳播正法，無形中將佛法救世理念落實人間。

## 講經與弘揚
依地藏菩薩本願經而形成的修持方法，一般稱為地藏法門。當今佛教界有梦参法師、敬定法師、地皎法師等，戮力弘揚地藏法門，不遺餘力，而地皎法師的地藏道場遍布台灣各地與東南亞地區。講解地藏經之法師眾多，除上述之外，還有宣化上人、淨空法師、證嚴上人及聖嚴法師等。